# Nosaj Thing
Nosaj Thing (riktigt namn: Jason Chung), född 27 januari 1985, är en amerikansk musikproducent från Los Angeles, Kalifornien. Han är av koreansk härkomst.
Han har producerat låtar till bland annat Kendrick Lamar, Kid Cudi och Chance the Rapper.

## Diskografi
Studioalbum
- Drift (2009)
- Home (2013)
- Fated (2015)

EP och singlar
- Views/Octopus (2006)
- NO REALITY (2016)

Remixalbum
- Drift Remixed (2010)

Produktioner
- Kid Cudi – "Man on the Moon" från A Kid Named Cudi (2008) and Man on the Moon: The End of Day (2009)
- Busdriver – "Split Seconds" från Jhelli Beam (2009)
- Nocando – "Head Static" från Jimmy the Lock (2010)
- Kendrick Lamar – "Cloud 10" (2011)
- Chance the Rapper – "Paranoia" från Acid Rap (2013)

Remixer
- Daedelus – "It's Maddness" (2007)
- HEALTH – "Tabloid Sores" (2008)
- Flying Lotus – "Camel" (2008)
- Boris – "Buzz In" (2009)
- Charlotte Gainsbourg – "Heaven Can Wait" (2009)
- Jogger – "Nice Tights" (2009)
- The xx – "Islands" (2010)
- How to Destroy Angels – "Keep it Together" (2012)
- Philip Glass – "Knee 1" (2012)
- Jon Hopkins – "Open Eye Signal" (2013)
- Little Dragon – "Klapp Klapp" (2014)
- Blonde Redhead – "More Than Honey" (2016)